# Armand Dubois Yankep
Armand Dubois Yankep (Yaoundé, 17. prosinca 1985.) je kamerunski nogometaš, vezni igrač. Trenutačno nastupa za NK Savski Marof, a igrao je u nekoliko klubova među kojima i za FK Rabotnički, NK Vinogradar, NK Inter Zaprešić odakle je otišao 2012. Prema transfermarktu vrijedi 100.000 €.
Za Hajduk je imao jedan prijateljski nastup, bez postignutih zgoditaka. 
Do sada je uz Inter nastupao za:
- FK Rabotnički
- NK Vinogradar

Statistika u Hajduku
| Natjecanje        | Nastupi | Zgoditci |
| ----------------- | ------- | -------- |
| Prvenstvo         | 0       | 0        |
| Kup               | 0       | 0        |
| Superkup          | 0       | 0        |
| Međunarodne       | 0       | 0        |
| Splitski podsavez | 0       | 0        |
| Ukupno            | 0       | 0        |
| Prijateljske      | 1       | 0        |
| Sveukupno         | 1       | 0        |

1. ↑  Profili svih igrača – Statistika na službenim stranicama HNK Hajduka. hajduk.hr. HNK Hajduk Split.